# Una sterlina (moneta britannica)
La moneta da una sterlina (in inglese: one pound, £1) è una moneta della sterlina britannica, introdotta per la circolazione nel 1983. La prima versione è composta da una lega di rame (70%), zinco (24,5%) e nichel (5,5%), pesa 9,5 grammi e ha un diametro di 22,05 millimetri. Ora la vecchia versione non ha più corso legale ed è stata sostituita da una versione bimetallica con forma dodecagonale nel 2016.
Le monete furono introdotte il 21 aprile 1983 per rimpiazzare le banconote da una sterlina della Bank of England, le quali cessarono di essere stampate verso la fine del 1984 e rimosse dalla circolazione (sebbene ancora cambiabili presso gli sportelli della Banca d'Inghilterra) l'11 marzo 1988. Le banconote da una sterlina vengono tuttora stampate da Jersey, Guernsey e dalla Royal Bank of Scotland (RBS), sebbene le monete siano più usate. All'inizio venne dato il soprannome di "round pound" (in italiano "sterlina arrotondata" o "da arrotondamento"), ma questo termine non rimase nell'uso comune.
Nel dicembre 2005 fu stimata una circolazione di monete da una sterlina pari a 1452 milioni di pezzi.

## Disegni
Le monete da una sterlina hanno, sul rovescio, la consueta effigie raffigurante il monarca: la regina Elisabetta II del Regno Unito di profilo, disegnata da Arnold Machin nel 1983-84, da Raphael Maklouf tra il 1985 e il 1997 e da Ian Rank-Broadley dal 1998, tutte posseggono l'iscrizione ELIZABETH II D G REG F D date; dal 2024 l’effige è quella di re Carlo III del Regno Unito. 
Solo tra le recenti coniazioni inglesi è stato aggiunto un marchio di coniazione: una piccola croce crosslet sul bordo zigrinato che rappresenta Llantrisant, nel sud del Galles, dove la Royal Mint si è stabilita dal 1968.
Un'interessante curiosità è che il disegno sul dritto della moneta è stato cambiato ogni anno dal 1983 al 2008 per mostrare, anno dopo anno, un diverso emblema rappresentante il Regno Unito, la Scozia, il Galles, l'Irlanda del Nord e l'Inghilterra, insieme con un'iscrizione appropriata sul bordo. L'iscrizione ONE POUND appare sul fondo di ogni disegno del lato "dritto" prima dell'aprile 2008.
Nell'agosto 2005 la Royal Mint ha lanciato un bando di concorso per disegnatore al fine di trovare un designer per tutte le monete circolanti eccetto quella da 2 sterline. Il vincitore, annunciato nell'aprile 2008, fu Matthew Dent il cui progetto appare ora sulle monete britanniche. Il disegno per le monete da 1, 2, 5, 10, 20 e 50 centesimi (in inglese "pence") prevede il disegno di sezioni dello scudo dello Stemma Reale che formano un unico scudo quando sono riuniti. La nuova moneta da una sterlina è caratterizzata dal disegno dello scudo nella sua interezza che rappresenta il Regno Unito come un tutt'uno. L'iscrizione ONE POUND appare su entrambi i lati dello stemma.
L'impronta del rovescio della moneta differisce a seconda dell'anno di emissione, come nella cronologia che segue.
|  | 1983, 1993, 1998, 2003 e 2008: Stemma reale. Inscrizione sul bordo: DECUS ET TUTAMEN ("Onore e difesa", presente originariamente sulle monete del diciassettesimo secolo, si rifà all'inscrizione usata come protezione contro la pratica della rimozione di piccoli pezzi di metalli preziosi dalle monete. L'origine della frase è attribuita a un poema di Virgilio: "viro decus et tutamen in armis" (Eneide, Libro V, L. 262) descrive un pezzo di armatura, un pettorale impreziosito con oro, che fu dato come premio a Mnesteo. Disegno ideato da Eric Sewell. |
|  | 1984: Ramo di cardo con corona, che rappresenta la Scozia. Inscrizione sul bordo: Nemo me impune lacessit ("Nessuno mi provoca impunemente", il motto latino dell'Ordine del Cardo). |
|  | 1985. Porro con corona, che rappresenta il Galles. Inscrizione sul bordo: PLEIDIOL WYF I'M GWLAD ("Mi sei cara, patria mia", dal coro dell'Inno nazionale del Galles). |
|  | 1986: Lino con corona, che rappresenta l'Irlanda del Nord. Inscrizione sul bordo: DECUS ET TUTAMEN. |
|  | 1987: Albero di quercia con corona, che rappresenta l'Inghilterra. Inscrizione sul bordo: DECUS ET TUTAMEN. |
|  | 1988: Corona sopra lo scudo. Inscrizione sul bordo: DECUS ET TUTAMEN. |
|  | 1989: Come nel 1984. 1990: Come nel 1985. 1991: Come nel 1986. 1992: Come nel 1987. 1993: Come nel 1983. |
|  | 1994: Leone rampante, che rappresenta la Scozia. Inscrizione sul bordo: NEMO ME IMPUNE LACESSIT. |
|  | 1995: Drago gallese. Inscrizione sul bordo: PLEIDIOL WYF I'M GWLAD. |
|  | 1996: Croce celtica e mordigallina, che rappresentano l'Irlanda del Nord. Inscrizione sul bordo: DECUS ET TUTAMEN. |
|  | 1997: Tre leopardi, che rappresentano l'Inghilterra. Inscrizione sul bordo: DECUS ET TUTAMEN. |
|  | 1998: Come nel 1983. Emesse serie solo da collezione, non per la circolazione. 1999: Come nel 1994. Emesse serie solo da collezione, non per la circolazione. 2000: Come nel 1995. 2001: Come nel 1996. 2002: Come nel 1997. 2003: Come nel 1983. |
|  | 2004: Forth Bridge (Scozia). Dritto: l'effige di Elisabetta II realizzata da Ian Rank-Broadley, l'inscrizione ELIZABETH II British D G REG F D 2004 parte dal basso, IRB direttamente sotto il busto. Circondato da puntini. Rovescio: Il ponte Forth Bridge, con l'inscrizione ONE POUND sotto. Circondato da una linea ferroviaria. Bordo: Due linee sovrapposte, una curva e una spigolosa, che evocano la forma di un ponte. |
|  | 2005: Ponte sospeso sul Menai (Galles). Dritto: l'effigie di Elisabetta II realizzata da Ian Rank-Broadley, l'inscrizione ELIZABETH II British D G REG F D 2005 parte dal basso, IRB direttamente sotto il busto. Circondato da puntini. Rovescio: il Menai Suspension Bridge, con l'inscrizione ONE POUND sotto. Circondato da una capriata. Bordo: Due linee sovrapposte, una curva e una spigolosa. |
|  | 2006: Arco egiziano di MacNeill di Newry (linea ferroviaria Belfast–Dublin, Irlanda del Nord). Dritto: l'effige di Elisabetta II realizzata da Ian Rank-Broadley, l'inscrizione ELIZABETH II British D G REG F D 2006 parte dal basso, IRB direttamente sotto il busto. Circondato da puntini. Rovescio: Arco egiziano di MacNeill, con l'inscrizione ONE POUND sotto. Circondato da una capriata. Bordo: Due linee sovrapposte, una curva e una spigolosa. |
|  | 2007: Millennium Bridge, Newcastle/Gateshead (Inghilterra). Dritto: l'effige di Elisabetta II realizzata da Ian Rank-Broadley, l'inscrizione ELIZABETH II British D G REG F D 2007 parte dal basso, IRB direttamente sotto il busto. Circondato da puntini. Rovescio: Millennium Bridge, con l'inscrizione ONE POUND sotto. Circondato da una capriata. Bordo: Due linee sovrapposte, una curva e una spigolosa. |
|  | Gennaio – aprile 2008: Come nel 1983. |
|  | 2008–: Lo scudo dello Stemma reale del Regno Unito. Dritto: l'effige di Elisabetta II realizzata da Ian Rank-Broadley, l'inscrizione ELIZABETH II British D G REG F D 2008 parte dal basso, IRB direttamente sotto il busto. Rovescio: Lo Stemma reale del Regno Unito, le inscrizioni ONE e POUND. Inscrizione sul bordo: DECUS ET TUTAMEN. |

## Pezzi coniati
- 1983 ~ 443.053.510
- 1984 ~ 146.256.501
- 1985 ~ 228.430.749
- 1986 ~ 10.409.501
- 1987 ~ 39.298.502
- 1988 ~ 7.118.825
- 1989 ~ 70.580.501
- 1990 ~ 97.269.302
- 1991 ~ 38.443.575
- 1992 ~ 36.320.487
- 1993 ~ 114.744.500
- 1994 ~ 29.752.525
- 1995 ~ 34.503.501
- 1996 ~ 89.886.000
- 1997 ~ 57.117.450
- 1998-1999 ~ nessuno
- 2000 ~ 109.496.500
- 2001 ~ 58.093.731
- 2002 ~ 77.818.000
- 2003 ~ 61.596.500
- 2004 ~ 39.162.000
- 2005 ~ 68.138.000